# Nezdřev
Nezdřev är en ort i Tjeckien.   Den ligger i regionen Plzeň, i den västra delen av landet, 90 km sydväst om huvudstaden Prag. Nezdřev ligger 540 meter över havet och antalet invånare är 118.
Terrängen runt Nezdřev är platt. Runt Nezdřev är det ganska tätbefolkat, med 72 invånare per kvadratkilometer. Närmaste större samhälle är Blatná, 11,1 km öster om Nezdřev. Trakten runt Nezdřev består till största delen av jordbruksmark.